# Землетрясение в Сербии (2010)
Землетрясение магнитудой 5,5, известное также как «Кралевское землетрясение», произошло 3 ноября 2010 года в 00:56:55 (UTC) в центральной Сербии, в 5 км к северо-востоку от Кралево. Гипоцентр землетрясения располагался на глубине 0,9 км. Интенсивность землетрясения оценивалась в VI по шкале Меркалли.
Землетрясение ощущалось в населённых пунктах Сербии: Горни-Милановац, Валево, Белград, Бор, Ягодина, Крагуевац, Лазаревац, Обреновац, Рума, Смедерево, Сопот, Сремска-Митровица, Трстеник. Подземные толчки ощущались в населённых пунктах Боснии и Герцеговины: Биелина, Тузла, Сараево, Зеница; в Косовска-Митровица (Республика Косово); в Скопье (Северная Македония); в Болгарии: в Софии и в Видине; в Хорватии: Осиек, Дубровник. Подземные толчки ощущались и в других населённых пунктах Сербии, Косово, западной Болгарии, восточной Боснии и Герцеговины, Черногории и Румынии.

## Афтершоки
После основного сейсмического удара последовало более 350 подземных толчков.
4 ноября 2010 года в 21:09:06 (UTC) в этом же регионе на глубине 11,0 км произошло повторное землетрясение, магнитудой 4,3. Подземные толчки ощущались в Белграде и Кралево.

## Последствия
После землетрясения в Кралевском районе были прерваны телефонная связь и водоснабжение. Чрезвычайная ситуация была объявлена по всему региону. Школы, а также несколько десятков других сооружений были закрыты для проверки безопасности их использования. Большая часть ущерба была нанесена вблизи эпицентра, где около 70% зданий в деревне Витановац получили повреждения2011. Правительство Сербии предоставило чрезвычайную помощь пострадавшим в виде продовольствия и предметов первой необходимости. Было объявлено, что помощь для восстановления будет предоставлена из резервного бюджета, поскольку бюджет для чрезвычайных ситуаций уже был потрачен на восстановление после наводнения летом 2010 года. Большая часть ущерба была нанесена старым сооружениям.
На северном фасаде монастыря Жича XIII века появилась трещина. Правительство Сербии планировало обратиться к ЮНЕСКО за помощью в восстановлении монастыря.
В результате землетрясения 3 человека погибли, 102 человека получили ранения. Пожилая пара погибла в своём доме в деревне Грдица в результате обрушения крыши и бетонного перекрытия. 1551 жилых зданий в Кралево были признаны небезопасными для эксплуатации и требующими ремонта, 5967 зданий и сооружений получили повреждения, 138 зданий не подлежали восстановлению. Экономический ущерб составил по разным оценкам от 139 до 150 млн долларов США.

## Тектонические условия региона
Средиземноморский регион сейсмически активен из-за перемещающейся на север Африканской плиты (4—10 мм/год), вступающей во взаимодействие с Евразийской плитой вдоль границы сложной конфигурации. Это сближение началось приблизительно 50 млн лет назад и было связано с исчезновением океана Тетис. Средиземное море представляет собой остатки этого древнего океана. Самые высокие уровни сейсмичности в Средиземноморском регионе обнаружены вдоль зоны Эллинской субдукции на юге Греции, вдоль зоны Северо-Анатолийского разлома на западе Турции и зоны Калабрийской субдукции на юге Италии. Местные высокие скорости конвергенции в зоне Эллинской субдукции (35 мм/год) связаны с распространением тыловой дуги по всей Греции и западной Турции над субдуцирующей средиземноморской океанической корой. Разломы растяжения во всём этом регионе являются проявлением обширной тектоники, связанной с распространением тыловой дуги. Регион Мраморного моря является переходной зоной между этим режимом расширения на западе и сдвиговым режимом Северо-Анатолийской зоны разломов на востоке. В Северо-Анатолийском разломе происходит большая часть правостороннего горизонтального движения (23—24 мм/год) между Анатолийской микроплитой и Евразийской плитой. Анатолийская плита выталкивается на запад столкновением Африканской плиты и Аравийской платформы в юго-восточной Турции. Субдукция дна Средиземного моря под Тирренским морем в Калабрийской зоне субдукции образует значительную зону сейсмичности вокруг Сицилии и юга Италии. Активные вулканы расположены на Кикладах в Эгейском море и на юге Италии.
Имеются исторические письменные свидетельства сейсмичности Средиземноморского региона, документирующие прединструментальную сейсмичность (до XX-го века). Землетрясения исторически наносили огромный ущерб в центральной и южной Греции, на Кипре, на Сицилии, на Крите, в дельте Нила, на севере Ливии, в горах Атлас в Северной Африке и на Пиренейском полуострове. Землетрясение 1903 года на Китире магнитудой 8,2 и землетрясение 1926 года магнитудой 7,8 на Родосе 1926 года являются крупнейшими зарегистрированными в Средиземном море землетрясениями, которые связаны с тектоникой зоны субдукции. В период с 1939 по 1999 годы серия разрушительных землетрясений магнитудой 7+ распространялась на запад вдоль Северо-Анатолийской зоны разломов. Эта серия началась с землетрясения в Эрзинджане магнитудой 7,8, произошедшем в районе восточной оконечности Северо-Анатолийской системы разломов. Измитское землетрясение магнитудой 7,6 в 1999 году, произошедшее в западной оконечности разлома, обрушилось на одну из самых густонаселенных и промышленно развитых городских территорий Турции, убив более 17 000 человек. Хотя сейсмичность сравнительно низка вдоль северной окраины африканского континента, были зарегистрированы крупные разрушительные землетрясения от Марокко в западном Средиземноморье до Мёртвого моря в восточном Средиземноморье. Землетрясение в Эль-Аснам в 1980 году с магнитудой 7,3 было одним из крупнейших и наиболее разрушительных землетрясений в Африке в XX веке.
Известно также, что сильные землетрясения по всему средиземноморскому региону приводят к значительным и разрушительным цунами. Одним из наиболее заметных исторических землетрясений в регионе является Лиссабонское землетрясение 1 ноября 1755 года. В настоящее время геологи оценивают магнитуду Лиссабонского землетрясения около 8,7. Лиссабонское землетрясение 1755 года, как полагают, произошло в пределах или вблизи Азорско-Гибралтарского разлома, который определяет границу между Африканской и Евразийской плитами у западного побережья Марокко и Португалии. Землетрясение характеризуется как большим числом погибших (от 10 до 100 тыс. человек), так и цунами, которое охватило побережье Португалии. Землетрясение магнитудой 8 баллов около Сицилии в 1693 году вызвало сильную волну цунами, которая разрушила многочисленные города вдоль восточного побережья Сицилии. Мессинское землетрясение магнитудой 7,2 28 декабря 1908 года является самым смертоносным документально подтверждённым европейским землетрясением. Комбинация сильного землетрясения и местного цунами привела к гибели от 60 000 до 120 000 человек.

## Помощь пострадавшим
Правительство Сербии и местные органы власти многих населённых пунктов Сербии выделили средства для оказания гуманитарной помощи пострадавшим. В гуманитарной программе приняли участие государственные и частные организации. Средства для помощи пострадавшим направлялись в Сербию и из-за рубежа.
| Материальная помощь пострадавшим                                                 | Материальная помощь пострадавшим |
| Правительство и местные органы власти                                            | Правительство и местные органы власти |
| -------------------------------------------------------------------------------- | --- |
| Правительство Сербии                                                             | 5 млн динаров (RSD) (50 000 EUR) на оказание неотложной помощи. Продуктов питания на 1 млн динаров. 2 млн динаров для реконструкции дома погибшей семьи. Долгосрочный фонд реконструкции — 9 млн евро. 1 млн евро и 500 модульных домов — специальный фонд реконструкции.     |
| Белград                                                                          | 5 млн динаров и 15 млн динаров. |
| Нови-Сад                                                                         | 5 млн динаров. |
| Воеводина и Красный Крест Республики Сербской                                    | 5 млн динаров. |
| Ниш                                                                              | 2 млн динаров. |
| Земун                                                                            | 2 млн динаров. |
| Зренянин                                                                         | 1 млн динаров. |
| Заечар                                                                           | 1 млн динаров. |
| Чачак                                                                            | 1 млн динаров. |
| Нови-Пазар                                                                       | 1 млн динаров. |
| Лазаревац                                                                        | 1 млн динаров. |
| Ягодина                                                                          | 500 тыс. динаров. |
| Чукарица                                                                         | 500 тыс. динаров. |
| Шабац                                                                            | 500 тыс. динаров. |
| Валево                                                                           | 500 тыс. динаров. |
| Парачин                                                                          | 300 тыс. динаров. |
| Горни-Милановац                                                                  | 300 тыс. динаров. |
| Суботица                                                                         | 150 тыс. динаров. |
| Сомбор                                                                           | 100 тыс. динаров. |
| Панчево                                                                          | 100 тыс. динаров. |
| Апатин, Димитровград, Лозница, Пирот, Ужице, Вршац                               | Помощь строительными материалами и рабочими. |
| Министерство образования Сербии                                                  | 2 млн динаров. |
| Народная скупщина Республики Сербии                                              | 1,25 млн динаров. |
| Управление по устойчивому развитию слаборазвитых территорий                      | 1 млн динаров. |
| Дирекция по товарным запасам                                                     | 452 406 плиток черепицы на сумму 14 млн динаров. |
| Вооружённые силы Сербии                                                          | 9 цистерн с водой и грузовики для перевозки строительных материалов. |
| Министерство сельского, лесного и водного хозяйства                              | 50 тонн сахара и 28 000 литров масла. |
| Национальный инвестиционный план                                                 | 1 млн евро на реконструкцию больниц и школ. |
| Уполномоченный по информации общественного значения и защите персональных данных | 50 млн динаров. |
| Министерство окружающей среды и территориального планирования                    | 50 млн динаров. |
| Государственные и публичные акционерные компании                                 | |
| Сербиягаз                                                                        | 10 млн динаров. |
| Электроэнергетика Сербии                                                         | 10 млн динаров. |
| Почта Сербии                                                                     | 5 млн динаров. |
| Галеника а.д.                                                                    | 5 млн динаров. |
| Telekom Srbija                                                                   | 3 млн динаров. |
| Novosadska toplana                                                               | 3 млн динаров. |
| Srbijašume                                                                       | 3 млн динаров, дрова и материалы для реконструкции зданий, повреждённых в результате землетрясения. |
| Elektromreža Srbije                                                              | 1 млн динаров. |
| Радио и телевидение Сербии                                                       | Телемарафон 28 ноября 2010 года в поддержку пострадавших. |
| Частные компании и другие                                                        | |
| Banca Intesa                                                                     | 5 млн динаров. |
| Atlas grupa                                                                      | 10 000 евро и больничные койки. |
| MK Group                                                                         | 1 млн динаров товарами. |
| BIP Brewery                                                                      | 700 000 динаров строительными материалами. |
| Delta Holding                                                                    | 3 дома в деревне Витановац. |
| MOL                                                                              | топливо. |
| Нефтяная индустрия Сербии                                                        | 97 000 литров бутилированной воды. |
| Eko farm                                                                         | 7200 литров бутилированной воды. |
| Хемофарм                                                                         | медикаменты на сумму 10 000 евро. |
| Fiat                                                                             | 50 000 кровельных плит. |
| Футбольный союз Сербии                                                           | 500 000 динаров. |
| Театр на Теразие                                                                 | 100 000 динаров. |
| Сербский национальный театр                                                      | 51 000 динаров. |
| Ужицкий национальный театр                                                       | 50 000 динаров. |
| Александр Карагеоргиевич (кронпринц Югославии)                                   | 5 тонн мебели и 2000 буханок хлеба. |
| Аца Лукас и компания Beoton                                                      | 100 000 динаров. Благотворительный концерт на Штарк Арена 23 декабря 2010. |
| Зорана Арунович                                                                  | 20 000 динаров. |
| Желько Обрадович                                                                 | 1 дом. |
| Сека Алексич                                                                     | 2 грузовика черепицы и 1 грузовик бутилированной воды. |
| Милош Красич                                                                     | 500 000 динаров. |
| Ана Иванович                                                                     | школьные принадлежности. |
| Партия объединённых пенсионеров Сербии                                           | строительные материалы и продукты питания. |
| Сербская прогрессивная партия                                                    | 5 новых домов; ремонт 50 домов, повреждённых при землетрясении. |
| Демократическая партия Сербии                                                    | 1,2 млн динаров. |
| Ана и Владе Дивац, Voda Voda и KK Sloga                                          | 1 грузовик бутилированной воды. |
| Партизан (футбольный клуб, Белград)                                              | 500 000 динаров. |
| Сербская диаспора                                                                | 10 млн динаров. |
| Душан Баятович                                                                   | 8,2 млн динаров. |
| Александар Лукович                                                               | 1 млн динаров. |
| Сербская православная церковь                                                    | 1,5 млн динаров. |
| Имлек                                                                            | 750 000 динаров. |
| Зорица Брунцлик                                                                  | 100 000 динаров. |
| OMV                                                                              | топливо на 330 000 динаров. |
| Партизан (баскетбольный клуб)                                                    | 250 000 динаров. |
| Ферма (шоу)                                                                      | Участниками третьего сезона был организован конкурс, на котором все вырученные от голосования средства были направлены на реконструкцию больницы в Кралево. |
| Теннисная федерация Сербии                                                       | 30 ноября 2010 в Пионир-Холле состоялся благотворительный матч с участием Слободана Живоиновича, Елены Янкович, Илие Настасе. |
| Международная помощь                                                             | |
| Баня-Лука                                                                        | 50 000 конвертируемых марок (BAM). |
| Устипрача                                                                        | 12 000 конвертируемых марок. |
| Биелина                                                                          | 10 000 конвертируемых марок. |
| Правительство Черногории                                                         | 50 000 евро. |
| Подгорица                                                                        | 25 000 евро. |
| Будва                                                                            | 20 000 евро. |
| Бар                                                                              | 10 000 евро. |
| Херцег-Нови                                                                      | 5 000 евро. |
| Биело-Поле                                                                       | 5 000 евро. |
| Котор                                                                            | 3 000 евро. |
| Правительство Германии                                                           | 25 000 евро. |
| Международное движение Красного Креста и Красного Полумесяца                     | 100 217 швейцарских франков. |
| Турецкий Красный Полумесяц                                                       | Подготовлено два грузовика гуманитарной помощи, команда из пяти специалистов по оказанию помощи и станция связи. |
| Оклахома-Сити Тандер                                                             | 10 000 долларов США. |
| Детские деревни — SOS                                                            | 100 000 евро в виде пожертвований. |
| ЮНЕСКО                                                                           | 50 000 евро. |
| Святой Престол                                                                   | Католическая церковь в Сербии объявила, что папа Бенедикт XVI призовёт всех католиков помочь Кралево. |
| Черногория и Румыния                                                             | Министры внутренних дел Черногории и Румынии предложили помощь в уборке после землетрясения, Сербия поблагодарила за предложенную помощь, но заявила, что в этом нет необходимости, поскольку не было таких мест, которые потребовали бы дополнительных машин и рабочей силы. |
| США                                                                              | 20 тонн гуманитарной помощи: 600 комплектов строительных материалов, а также кровати, обогреватели, спальные мешки, шкафы для одежды и другие вещи. |

Для пожертвований был открыт специальный счет, и по состоянию на 25 ноября 2010 года было собрано 225 миллионов динаров.